# Фаленопсис Вілсона
Фаленопсис Вілсона (лат. Phalaenopsis wilsonii) — трав'яниста рослина родини орхідні. Моноподіальна рослина з сильно укороченим стеблом. 

Вид не має усталеної української назви, в українськомовних джерелах зазвичай використовується наукова назва Phalaenopsis wilsonii. 

Англійська назва — Wilson's Phalaenopsis.

## Синоніми
За даними Королівських ботанічних садів К'ю :
- Polychilos wilsonii (Rolfe) Shim, 1982
- Kingidium wilsonii (Rolfe) O. Gruss & Roellke, 1996
- Doritis wilsonii (Rolfe) T. Yukawa & K. Kita, 2005
- Phalaenopsis hainanensis Tang & FTWang, 1974
- Phalaenopsis minor F. Y. Liu, 1988
- Phalaenopsis chuxiongensis F. Y. Liu, 1996
- Doritis hainanensis (Tang & FTWang) T. Yukawa & K. Kita, 2005
- Phalaenopsis wilsonii f. azurea ZJLiu & ZZRu, 2006

## Історія опису
Вперше знайдений на початку XX ст. в провінції Сичуань англійською складальником орхідей Вілсоном, на честь якого і бал названий. На початку цей вид ставився до роду Kingidium. У 2001 р. ботанік Ерік Крістенсон в результаті перегляду систематики кількох близькоспоріднених родів родини орхідних об'єднав рід Kingidium з родом Phalaenopsis і Kingidium wilsonii почав називатися Phalaenopsis wilsonii.

## Біологічне опис
Мініатюрне моноподіальних рослина з нечисленними іноді обпадаючими листям. Епіфіт, рідше літофіт .
Стебло коротка, прихований підставами 3-5 листків.
Коріння гладкі, товсті, добре розвинені, сплощені, за рахунок великої площі активно беруть участь в фотосинтезі.
Листя довгасто-овальні, завдовжки до 7,5 см, шириною до 2,5 см. У природі листя в сухий сезон опадають.
Квітконіс до 20 см довжиною, тонкий, простий, похилий, несе 2-10 квіток відкриваються майже одночасно. Цвітіння як правило відбувається до появи нових листків у кінці сухого сезону.
Квіти близько 4 см в діаметрі, тонкої текстури, аромат ні. Забарвлення пелюсток мінлива. Різні відтінки рожевого, блідніє від основи до країв. 
 Губа бузкова, колонка біла. Цвіте навесні .

## Ареал, екологічні особливості
Провінції Юньнань, Сичуань (Китай). Східний Тибет.
Зростає на дерева або скелях в районах з дуже високою відносною вологістю повітря в гірських лісах на висотах від 800 до 2150 метрів над рівнем моря.
Кліматичні особливості провінції Юньнань, 1600 м.н.р.м.: 

Денні температури з листопада по лютий 17-20 ° С, нічні 3-6 ° С. 

Денні температури з березня по жовтень 23-26 ° С, нічні 10-19 ° С. 

Відносна вологість повітря весь рік близько 80%. 

З грудня по травень сухий сезон, середньомісячна кількість опадів не перевищує 60 мм. Влітку і на початку осені — 150—300 мм .

## У культурі
У колекціях досить рідкісний. Квітки не в'януть 15-25 днів. 
 Температурна група: помірна. Для нормального цвітіння обов'язковий перепад температур день / ніч в 5-8 ° С. При вмісті рослин в жарких умовах спостерігається зупинка зростання.
Вимоги до світло у: 800—1200 FC, 8608-12919 lx.
Взимку полив і температуру повітря злегка зменшують. У культурі, якщо не влаштовувати зимівлю імітує природні умови, листя не скидає.
Найкраща посадка на блок.
Використовується в гібридизації.

## Первиннігібриди
- Beatrice Dream — viridis х wilsonii (Luc Vincent) 2007
- Bimantoro — wilsonii х fimbriata (Atmo Kolopaking) 1979
- Chow Gui Liang — philippinensis х wilsonii (Austin Chow) 2001
- Christine Dream — stuartiana х wilsonii (Luc Vincent) 1996
- Equiwilson — equestris х wilsonii (Masao Kobayashi) 1996
- Franziska Dream — schilleriana х wilsonii (Luc Vincent) 2001
- Isabelle Dream — manii х wilsonii (Luc Vincent) 1999
- Kathy Dream — wilsonii х javanica (Luc Vincent) 1997
- Little Tenderness — wilsonii х gibbosa (Luc Vincent) 2003
- Maria-Theresia Berod — amabilis х wilsonii (Luc Vincent) 1994
- Tetrawilson — tetraspis х wilsonii (Masao Kobayashi) 1996